# Grammy Award alla miglior interpretazione R&B
Il Grammy Award alla miglior interpretazione R&B (Grammy Award for Best R&B Performance) è un premio dei Grammy Award conferito dalla National Academy of Recording Arts and Sciences dal 1959 al 1968 per la qualità della migliore interpretazione di genere R&B.
L'assegnazione di un Grammy nella suddetta categoria è stata sospesa dal 1969 in poi, ma nel 2012 essa è stata istituita nuovamente come risultato di un'unificazione delle precedenti categorie miglior interpretazione vocale R&B maschile, miglior interpretazione vocale R&B femminile, miglior interpretazione vocale R&B di coppia o di gruppo e miglior interpretazione urban/alternativa.

## Vincitori
In grassetto sono indicati i vincitori.

### Anni 1950
- 1959
  - The Champs – Tequila
  - Harry Belafonte – Belafonte Sings the Blues
  - Nat King Cole – Looking Back
  - Pérez Prado – Patricia
  - Earl Grant – The End

### Anni 1960
- 1960

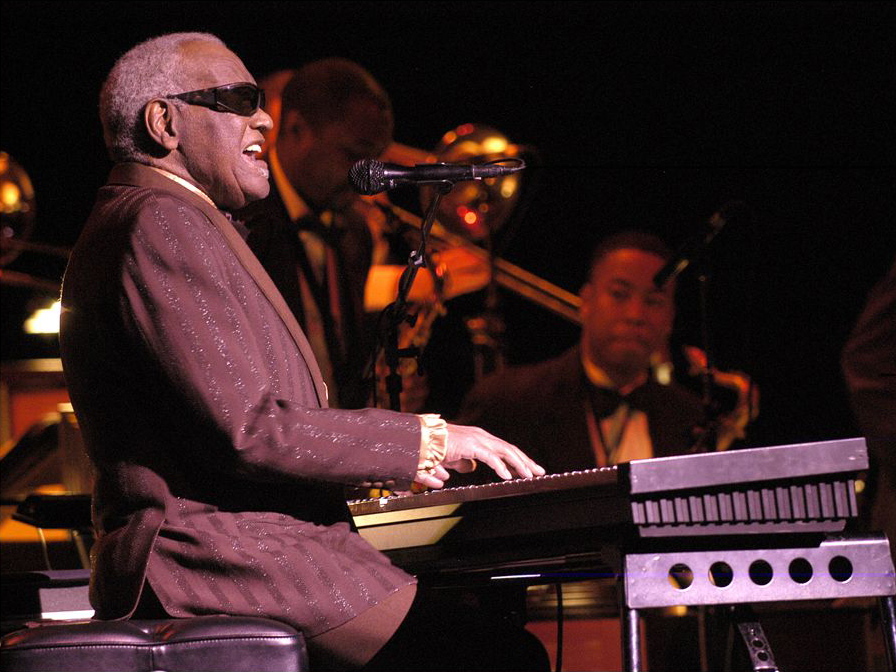
Ray Charles ha vinto in totale 5 volte, in questa categoria. 4 volte consecutivamente dal 1961 al 1964.

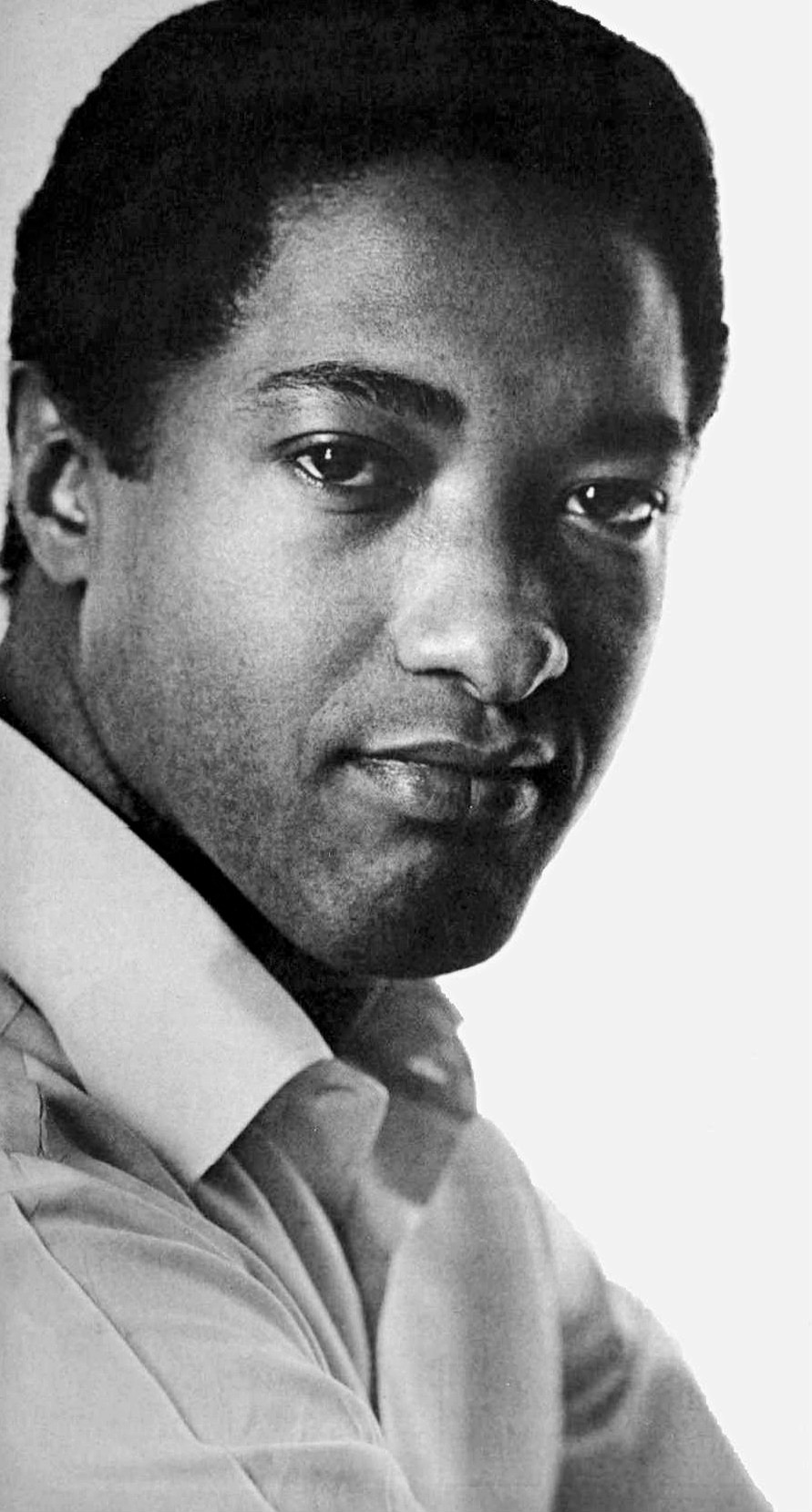
Sam Cooke è stato candidato 4 volte in questa categoria.

  - Dinah Washington – What a Diff'rence a Day Makes
  - Elvis Presley – A Big Hunk o' Love
  - The Coasters – Charlie Brown
  - Jesse Belvin – Guess Who
  - Nat King Cole – Midnight Flyer
- 1961
  - Ray Charles – Let the Good Times Roll
  - Etta James – All I Could Do Was Cry
  - Hank Ballard – Finger Poppin' Time
  - Muddy Waters – Got My Mojo Working
  - Jackie Wilson – Lonely Teardrops
  - LaVern Baker – Shake a Hand
  - John Lee Hooker – Travelin'
  - Bo Diddley – Walkin' and Talkin'
- 1962
  - Ray Charles – Hit the Road Jack
  - Ernie K-Doe – Mother-in-Law
  - Etta James – The Fool That I Am
  - Jimmy Reed – Bright Lights, Big City
  - LaVern Baker – Saved
- 1963
  - Ray Charles – I Can't Stop Loving You
  - B. Bumble and the Stingers – Nut Rocker
  - Bobby Darin – What'd I Say
  - Little Eva – The Loco-Motion
  - Mel Tormé – Comin' Home Baby
  - Sam Cooke – Bring It On Home to Me
- 1964
  - Ray Charles – Busted
  - Barbara Lewis – Hello Stranger
  - Lenny Welch – Since I Fell for You
  - Little Johnny Taylor – Part Time Love
  - Major Lance – Hey Little Girl
  - Martha and the Vandellas – (Love is Like a) Heat Wave
  - Sam Cooke – Frankie and Johnny
- 1965
  - Nancy Wilson - How Glad I Am
  - Sam Cooke – Good Times
  - The Impressions – Keep on Pushing
  - The Supremes – Baby Love
  - Dionne Warwick – Walk On By
  - Joe Tex – Hold What You've Got
- 1966
  - James Brown - Papa's Got a Brand New Bag
  - Sam Cooke – Shake
  - The Temptations – My Girl
  - Wilson Pickett – In the Midnight Hour
  - Jr. Walker and The All-Stars – Shotgun
- 1967
  - Ray Charles - Crying Time
  - James Brown – It's A Man's Man's Man's World
  - Lou Rawls – Love Is a Hurtin' Thing
  - Percy Sledge – When a Man Loves a Woman
  - Stevie Wonder – Uptight (Everything's Alright)
- 1968[1]
  - Aretha Franklin - Respect
  - Joe Tex – Skinny Legs and All
  - Lou Rawls – Dead End Street
  - Otis Redding – Try a Little Tenderness
  - Sam & Dave – Soul Man

### Anni 2010
- 2012
  - Corinne Bailey Rae – Is This Love
  - Marsha Ambrosius – Far Away
  - Ledisi – Pieces of Me
  - Kelly Price & Stokley – Not My Daddy
  - Charlie Wilson – You Are
- 2013
  - Usher – Climax
  - Estelle – Thank You

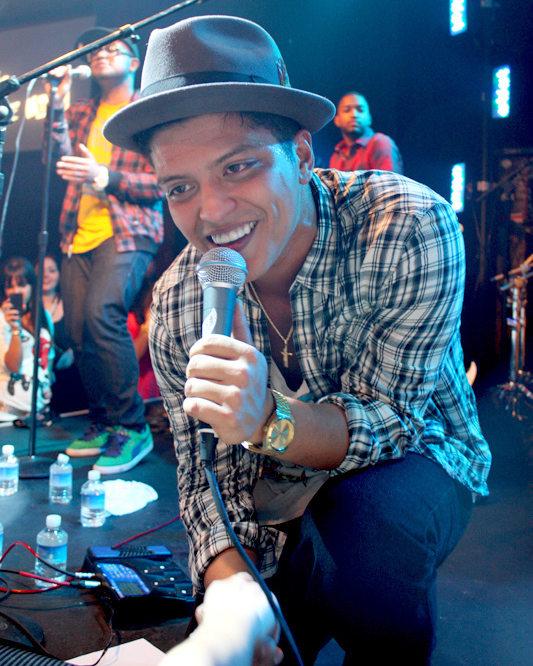
Bruno Mars ha vinto 2 volte in questa categoria.

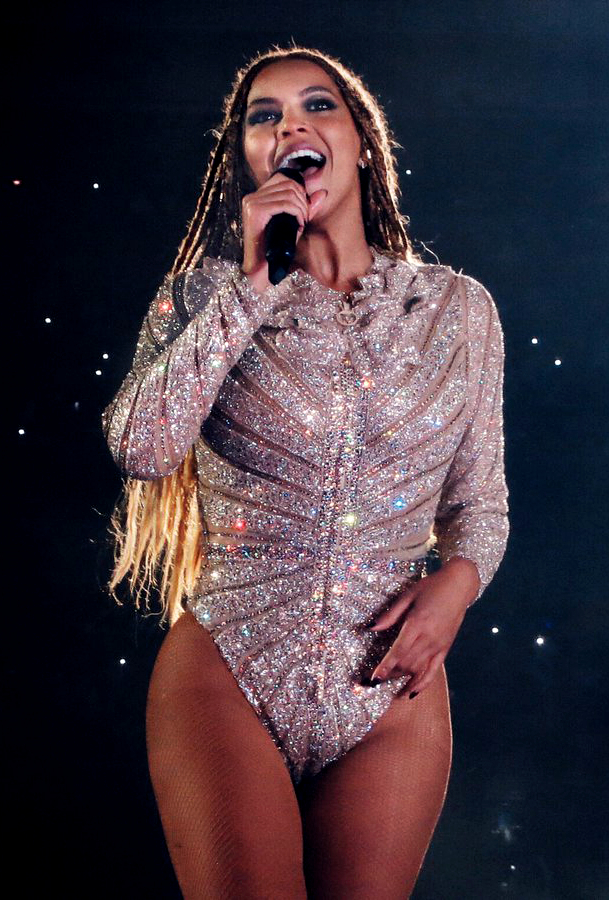
Beyoncé ha vinto 2 volte in questa categoria.

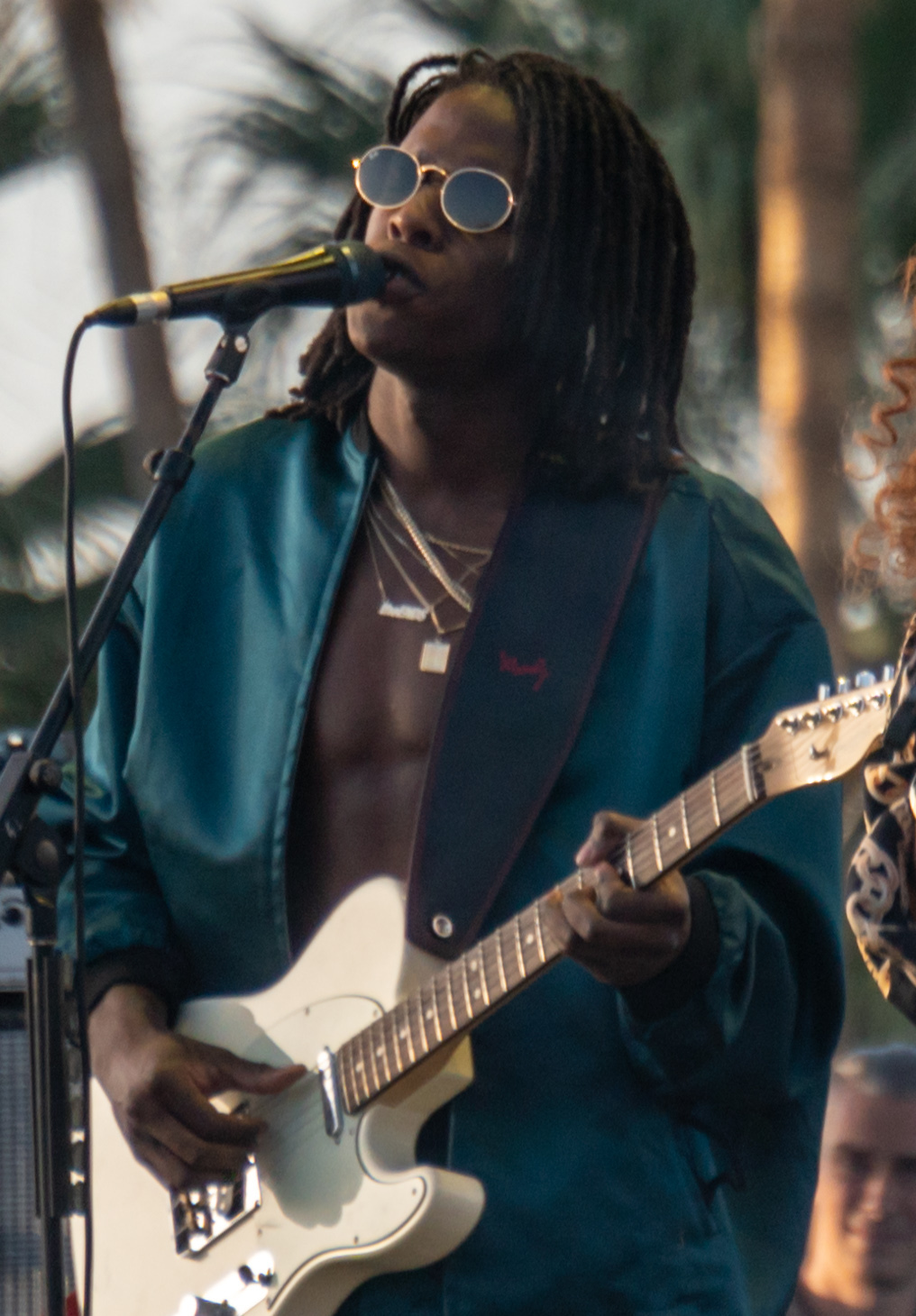
Daniel Caesar, vincitore nel 2019, è stato candidato un totale di 4 volte.

  - Robert Glasper e Ledisi – Gonna Be Alright (F.T.B.)
  - Luke James – I Want You
  - Miguel – Adorn
- 2014
  - Snarky Puppy ft. Lalah Hathaway – Something
  - Tamar Braxton – Love and War
  - Anthony Hamilton – Best of Me
  - Hiatus Kaiyote ft. Q-Tip – Nakamarra
  - Miguel ft. Kendrick Lamar – How Many Drinks?
- 2015
  - Beyoncé ft. Jay-Z – Drunk in Love
  - Chris Brown ft. Usher e Rick Ross – New Flame
  - Jennifer Hudson ft. R. Kelly – It's Your World
  - Ledisi – Like This
  - Usher – Good Kisser
- 2016[2]
  - The Weeknd – Earned It (Fifty Shades of Grey)
  - Tamar Braxton – If I Don't Have You
  - Andra Day – Rise Up
  - Hiatus Kaiyote – Breathing Underwater
  - Jeremih ft. J. Cole – Planez
- 2017[3]
  - Solange – Cranes in the Sky
  - BJ the Chicago Kid – Turnin' Me Up
  - Ro James – Permission
  - Musiq Soulchild – I Do
  - Rihanna – Needed Me
- 2018[4]
  - Bruno Mars – That's What I Like
  - Daniel Caesar ft. Kali Uchis – Get You
  - Kehlani – Distraction
  - Ledisi – High
  - SZA – The Weekend
- 2019[5]
  - H.E.R. ft. Daniel Caesar – Best Part
  - Toni Braxton – Long as I Live
  - The Carters – Summer
  - Lalah Hathaway – Y O Y
  - PJ Morton – First Began

### Anni 2020
- 2020[6]

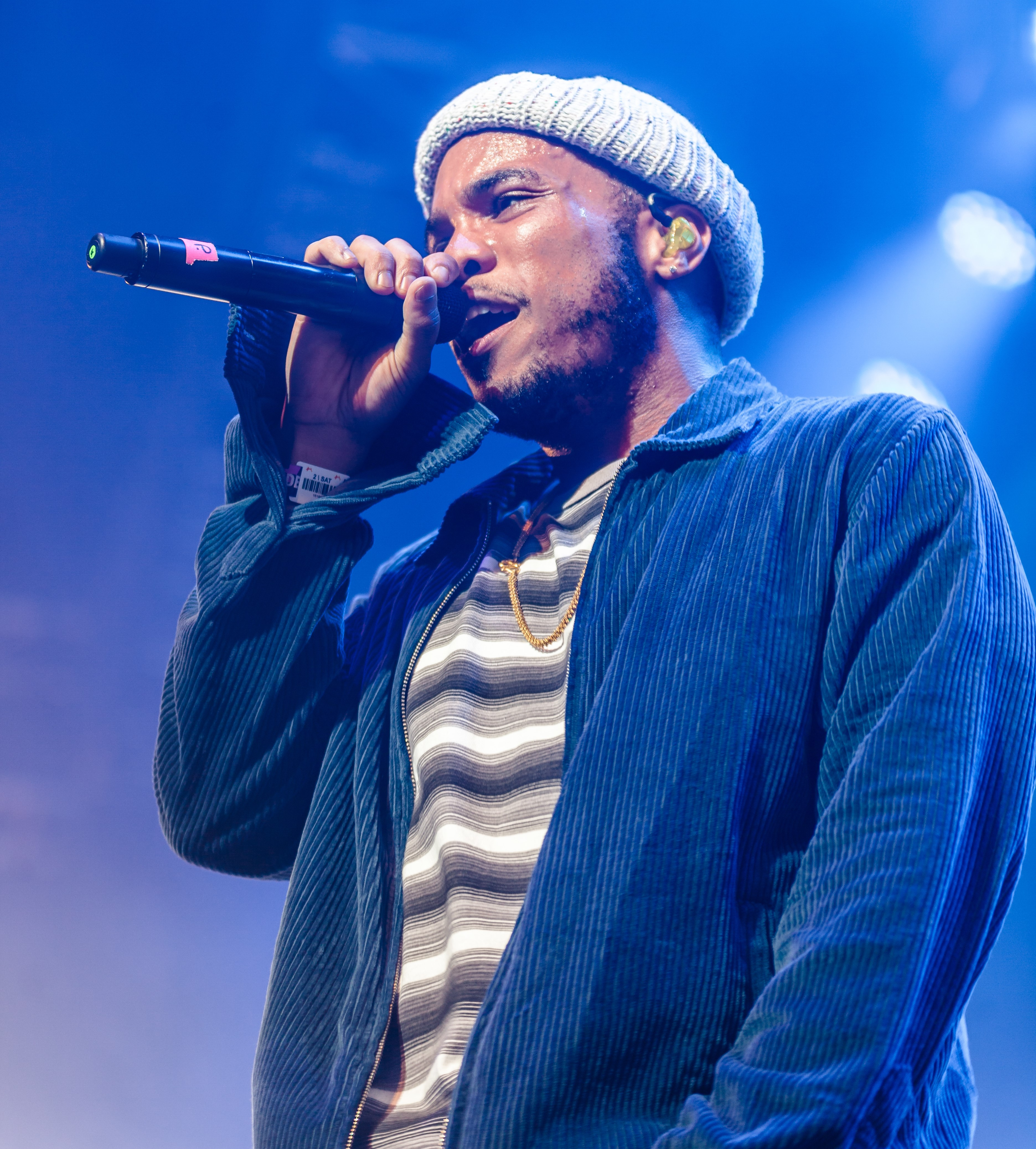
Anderson .Paak ha vinto 2 volte in questa categoria.

  - Anderson .Paak ft. André 3000 – Come Home
  - Brandy e Daniel Caesar – Love Again
  - H.E.R. ft. Bryson Tiller – Could've Been
  - Lizzo ft. Gucci Mane – Exactly How I Feel
  - Lucky Daye – Roll Some Mo
- 2021[7]
  - Beyoncé – Black Parade
  - Jhené Aiko ft. John Legend – Lightning & Thunder
  - Jacob Collier ft. Mahalia & Ty Dolla $ign – All I Need
  - Brittany Howard – Goat Head
  - Emily King – See Me
- 2022[8]
  - Silk Sonic – Leave the Door Open (ex aequo)
  - Jazmine Sullivan – Pick Up Your Feelings (ex aequo)
  - Snoh Aalegra – Lost You
  - Justin Bieber ft. Daniel Caesar & Giveon  – Peaches
  - H.E.R. – Damage
- 2023[9]
  - Muni Long - Hrs and Hrs
  - Beyoncé – Virgo's Groove
  - Mary J. Blige ft. Anderson .Paak – Here With Me
  - Lucky Daye – Over
  - Jazmine Sullivan – Hurt Me So Good
- 2024[10][11]
  - Coco Jones - ICU
  - Chris Brown - Summer Too Hot
  - Robert Glasper ft. SiR e Alex Isley - Back To Love
  - Victoria Monét - How Does It Make You Feel
  - SZA - Kill Bill

- 2025[12]
  - Muni Long - Made for Me (Live on BET)
  - Jhené Aiko - Guidance
  - Chris Brown - Residuals
  - Coco Jones - Here We Go (Uh Oh)
  - SZA - Saturn